# Czaczyk
Czaczyk – wieś w Polsce położona w województwie wielkopolskim, w powiecie kościańskim, w gminie Śmigiel.
W okresie Wielkiego Księstwa Poznańskiego (1815-1848) miejscowość wzmiankowana jako Czacz mały należała do wsi mniejszych w ówczesnym powiecie Kosten rejencji poznańskiej. Czacz mały należał do okręgu kościańskiego tego powiatu i stanowił część majątku Czacz, który należał wówczas do Marcelego Żółtowskiego. Według spisu urzędowego z 1837 roku Czacz mały liczył 33 mieszkańców, którzy zamieszkiwali cztery dymy (domostwa).
W latach 1975–1998 miejscowość administracyjnie należała do województwa leszczyńskiego.